# Napoleón Bravo
José Ovidio Rodríguez Cuestas (Caracas, Venezuela, 13 de noviembre de 1947), más conocido como Napoleón Bravo, es un periodista venezolano.

## Biografía

### Familia
Sus padres vinieron de España y se conocieron en Santo Domingo en camino a Venezuela. Su padre, quien era republicano, es condenado a muerte y logra escapar. Su abuelo materno fue fusilado por las fuerzas franquistas y el resto de su familia materna sale de España rumbo a Francia, donde marchan en un mismo tren pero en distintos vagones, lo que causa la dispersión del grupo en dos diferentes campos de concentración de refugiados españoles en Francia. Su reunificación se produce gracias a las cartas que ambos gajos familiares enviaron a un familiar radicado en República Dominicana, quien responde la correspondencia y los trae a la isla.

### Educación
Cuando José Ovidio termina la primaria en el colegio la Salle en la Colina de Caracas, sus padres deciden regresar a España, donde concluyó su bachillerato en tres años con los jesuitas, donde la secundaria prevé seis años de estudios. En noviembre de 1966, iba a cumplir 19 años, asume el seudónimo de Napoleón Bravo y comienza a salir al aire con un programa que se transmitía los sábados, durante una hora, a través de la emisora Radio Cultura, que pertenecía a Eduardo Veloz Mancera. En marzo del siguiente año el programa, que había sido bien recibido por los jóvenes, la audiencia a la que estaba dirigida, fue pasado a los domingos, se amplió a seis horas y comenzó a llamarse Gente en ambiente, ahora un programa con más de 40 años transmitido por la señal de la emisora Éxitos 99.9 FM del circuito Unión Radio. Napoleón regresa a Caracas y se inscribe en la Escuela de Física de la Universidad Central de Venezuela, donde estaría por pocos meses por ser un admirador de Rómulo Betancourt y al rechazar el comunismo; repetidamente las clases eran interrumpidas por estudiantes que pedían dinero para los presos políticos. Un día Napoleón se quejó porque no era posible que suspendieran las clases con tanta frecuencia, diciendo que los metieran a ellos "en las cárceles a ver si allí se podía estudiar en paz". En una oportunidad, fue al Teatro Universitario y actuó en la pieza Yo, William Shakespeare de José Ignacio Cabrujas, dirigida por Nicolás Curiel. Tras abandonar los estudios de física, Napoleón se inscribió en letras, que tampoco terminaría por su interés en la música y la radio.

### Carrera
Napoleón Bravo trabajó en un programa de Radio Capital llamado Festival Musical, en el programa Dos Generaciones con Adolfo Martínez Alcalá, el cual terminó siendo de dos y hasta tres horas y en el un programa de Venevisión llamado Ritmo y Juventud. También realizó actuaciones como actor junto a Adita Riera; en RCTV hizo el programa Hola Juventud todos los días al mediodía junto a Eva Gutiérrez y el programa Dimensión Humana junto a Hernán Pérez Belisario. También en RCTV fue anfitrión del concurso de belleza Chica 2001 entre 1985 y 1988, organizado y patrocinado por el Bloque Dearmas así como del programa Concurso Millonario, sustituyendo a Doris Wells.
En 1989 firma con Televen, donde realizó el programa de opinión Línea Directa, mas luego de una semana de transmisión fue sacado del aire dadas las duras críticas que se hacían a la gestión del entonces Presidente Carlos Andrés Pérez. Ergo, al poco tiempo resurge el programa bajo el nombre Línea Abierta, cuyo formato era más fresco y menos orientado a la política. A finales de 1990 regresa a RCTV donde realizó el programa Fuera de Línea, mas el mismo fue cancelado al poco tiempo por escasos niveles de sintonía. Entonces, en 1992 decide firmar contrato con Omnivisión donde realizaría el programa de opinión Al Instante. En 1994 junto con Amable Espina comparte la presidencia de Venezolana de Televisión. Finalmente, en 1996 firma con Venevisión donde realizaría el programa Gente Como Uno (de un formato similar al de Dimensión Humana) y más tarde pasa al programa de opinión matutino 24 Horas, donde popularizó su consigna No ocultaremos nada.
En 1997 incursionó en la animación del Miss Venezuela por primera y única vez en su trayectoria. Esto tras la renuncia de Gilberto Correa (quien firmaría con Televen) y estuvo acompañado de Maite Delgado, Alicia Machado y Sandro Finoglio.
Cuando Linda Loaiza hizo una huelga de hambre en las afueras del Tribunal Supremo de Justicia después de dos años de impunidad de su caso, y después de que su violador y maltratador justificara sus crímenes diciendo falsamente que era una prostituta, fue entrevistada por Napoleón.
Su espacio matutino 24 horas, que transmitía Venevisión, salió del aire en 2000, regresó unos meses después y volvió a ser suspendido en mayo de 2004, en un caso insólito la Asamblea nacional pidió a la Fiscalía General revocar la nacionalidad de varios periodistas. La parlamentaria Iris Varela exigió al Ministerio Público retirarle la nacionalidad venezolana a los periodistas Marta Colomina, Norberto Maza, Napoleón Bravo y al propietario del canal Venevisión, Gustavo Cisneros.
Después del referéndum revocatorio de Venezuela. En una entrevista con Jaime Bayly Napoleón Bravo acusó a José Vicente Rangel de haber presionado a Venevisión y a Unión Radio, donde trabajaba en Venezuela, para que lo sacaran del aire, destacó que mantiene buena relación con los dueños del canal y señaló que quien lo sacó del aire fue el presidente Hugo Chávez.
Actualmente reside en Estados Unidos y coproduce y anima el Programa Radial Gente en Ambiente, junto a Lila Vanorio y Andrés Zeger, para la emisora Éxitos 99.9 Fm y su señal nacional.

## Libros
Napoleón ha escrito tres libros: Cinco Voces Populares, el cual fue publicado por el diario de Caracas, Súper Estrellas, publicado en los años 70, y Especialísimo, que escribió sobre la base de los libretos de un programa por el cual ganó Primer Premio Nacional de Periodismo. Luego escribió y adaptó obras de teatro como Fiebre de Miguel Otero Silva, que fue el segundo gran éxito del grupo Rajatabla.

## Vida personal
Napoleón Bravo está casado con la también periodista Ángela Zago.